# Párizsi metró
A párizsi metró (franciául: Métro de Paris, kiejtése [metʁo d(ə) paʁi], vagy Métro parisien, francia kiejtése: [metʁo paʁizjɛ̃]), a Métropolitain (kiejtése [metʁɔpɔlitɛ̃]) rövidítése, egy gyorsvasúti rendszer, amely a franciaországi Párizs nagyvárosi területét szolgálja ki. A város szimbólumaként ismert, a főváros területén belüli sűrűségéről, egységes építészetéről és a szecesszió hatását mutató történelmi bejáratokról. A rendszer hossza 245,6 kilométer, többnyire föld alatt halad. 321 állomása van, amelyek közül 61-en lehet átszállni a vonalak között.. A metró tizenhat vonallal rendelkezik (további négy építés alatt áll), amelyek 1-től 14-ig vannak számozva, két vonal, a 3bis és a 7bis vonal pedig azért kapta ezt a nevet, mert korábban a 3-as, illetve a 7-es vonal részét képezték. Három vonal (1, 4 és 14) automatizált. A vonalak a térképeken számmal és színnel vannak jelölve, az irányt a végállomás jelzi. A metrót a Régie autonome des transports parisiens (RATP) üzemelteti, amely a RER hálózat egy részét, a villamosvonalakat és számos buszjáratot is üzemeltet.
Ez a második legforgalmasabb metróhálózat Európában, valamint a tizenkettedik legforgalmasabb a világon. 2024-ben 1,476 milliárd utast szállított, ami napi szinten körülbelül 4,04 millió utast jelent, így ez a leggyakrabban használt tömegközlekedési rendszer Párizsban. Ez a világ egyik legsűrűbb metróhálózata, 244 állomással a 105,4 km² területű Párizs városában. A Châtelet–Les Halles, öt metró- és három RER-elővárosi vasútvonallal, a világ egyik legnagyobb metróállomása. A rendszer sok helyen nem akadálymentes, mivel a legtöbb infrastruktúra az akadálymentességi szabványok megjelenése előtt épült, és csak kevés állomást alakítottak át.
Az első vonal ünnepélyes megnyitó nélkül, 1900. július 19-én, a világkiállítás (Exposition Universelle) idején nyílt meg. A rendszer az első világháborúig gyorsan bővült, és az 1920-as évekre elkészült a magja; az 1930-as években épültek a külvárosokba vezető hosszabbítások. A hálózat a második világháború után elérte telítettségi szintjét, és új vonatokkal növelték a forgalom kapacitását, de a további fejlesztéseket korlátozta a hálózat kialakítása, és különösen az állomások közötti rövid távolságok. 1998-ban a 14-es vonalat adták át, hogy tehermentesítsék az RER A vonalat. A hálózat legújabb bővítése a 11-es vonal, amely 2024-ben érte el Rosny–Bois-Perrier állomást. Jelenleg egy nagy kiterjedésű bővítési program, a Grand Paris Express (GPE) van folyamatban, amely négy új körvasútvonalat (15, 16, 17 és 18) épít az Île-de-France régióban, Párizs városhatárain kívül. További tervek vannak az 1-es, a 7-es és a 10-es vonalakra, a 3bis és a 7bis vonalak összevonására, a 12-es vonalra, valamint egy új, 19-es vonalra a város külső elővárosában.
A metró mellett Párizs központját és városi területét öt RER-vonal (602 km, 257 állomással), tizennégy villamosvonal (186,6 km, 278 állomással), kilenc Transilien elővárosi vonat (1299 km, 392 állomással), valamint három VAL vonal a Charles de Gaulle repülőtéren és az Orly repülőtéren. Ezzel Párizs az egyik legjobban tömegközlekedéssel ellátott város a világon. A hálózat egységes építészeti stílusa ellenére több állomása is kiemelkedik egyedi kialakításával. Maga a metró a popkultúra ikonjává vált, gyakran szerepel filmekben és zeneművekben. 2021-ben a RATP több metró- és RER-állomáson esernyő-kölcsönzési szolgáltatást indított, amelynek keretében a metró saját nyúl kabalafigurája figyelmezteti a gyerekeket, hogy ne álljanak a bezáródó ajtók közelébe.

## Története
Az első vonalat 1900-ban avatták fel a világkiállításra. A hálózatot az első világháború kezdetén kibővítették, a metró magja 1920-as évekre készült el. Az 1930-as években a metróvonalak átlépték Párizs határait, mivel megkezdődött az agglomerációs elővárosok bekapcsolása a rendszerbe. A 11. vonal is ebben az évtizedben épült fel. Az 1950 és 1970 közötti décennies voitures (magyarul az autók évtizedei) után több külvárosi vonalat hoztak létre. Az 1960-as években megnyitott RER kibővítette a hálózat kapacitását. A 20. század végén megnyílt a teljesen automatizált 14. vonal, amelyet a RER A vonalának felváltására szántak.
Ma a metró naponta 4,5 millió utast szállít (1,365 milliárd utas 2005-ben). 302 állomást üzemeltet, melyek közül 62-t több vonal is érint.
A vállalat, amely eredetileg a metrót üzemeltette, Compagnie du chemin de fer métropolitain de Paris, röviden CMP vagy Métropolitain néven volt ismert. Az első években azonban csak Métro név alatt vált ismertté. A hálózatot ma a Régie autonome des transports parisiens (RATP) üzemelteti.

## Vonalak
A metróvonalak 1-től 14-ig vannak számozva, további két kisebb vonallal. Az utóbbiak a 3bis és a 7bis neveket viselik, mivel ezek eredetileg a 3 és a 7 metróvonalak elágazásai voltak, és csak később váltak önállókká.
| Vonal | Útvonal                                                                                  | Építés      | Hossz   | Állomások száma | Állomások átlagos távolsága | Menetidő |
| ----- | ---------------------------------------------------------------------------------------- | ----------- | ------- | --------------- | --------------------------- | -------- |
|       | La Défense ↔ Château de Vincennes                                                        | 1900 – 1992 | 16,6 km | 25              | 688 m                       | 45 perc  |
|       | Porte Dauphine ↔ Nation                                                                  | 1900 – 1903 | 12,4 km | 25              | 517 m                       | 37 perc  |
|       | Pont de Levallois-Bécon ↔ Gallieni                                                       | 1904 – 1971 | 11,7 km | 25              | 486 m                       | 40 perc  |
|       | Gambetta ↔ Porte des Lilas                                                               | 1921        | 1,3 km  | 4               | 433 m                       | 4 perc   |
|       | Porte de Clignancourt ↔ Bagneux-Lucie Aubrac                                             | 1908 – 2022 | 13,9 km | 29              | 496 m                       | 36 perc  |
|       | Bobigny – Pablo Picasso ↔ Place d’Italie                                                 | 1906 – 1985 | 14,6 km | 22              | 467 m                       | 45 perc  |
|       | Charles de Gaulle – Étoile ↔ Nation                                                      | 1907 – 1942 | 13,7 km | 28              | 504 m                       | 37 perc  |
|       | La Courneuve – 8 mai 1945 ↔ Villejuif – Louis Aragon / Mairie d’Ivry                     | 1910 – 1987 | 22,5 km | 38              | 608 m                       | 60 perc  |
|       | Louis Blanc ↔ Pré Saint-Gervais                                                          | 1911 – 1967 | 3,1 km  | 8               | 438 m                       | 6 perc   |
|       | Balard ↔ (Créteil) Pointe du Lac                                                         | 1913 – 2011 | 23,4 km | 38              | 631 m                       | 50 perc  |
|       | Pont de Sèvres ↔ Mairie de Montreuil                                                     | 1922 – 1937 | 19,6 km | 37              | 544 m                       | 57 perc  |
|       | Boulogne – Pont de Saint-Cloud ↔ Gare d’Austerlitz                                       | 1913 – 1987 | 11,7 km | 23              | 532 m                       | 22 perc  |
|       | Châtelet ↔ Mairie des Lilas                                                              | 1935 – 1937 | 6,3 km  | 13              | 524 m                       | 20 perc  |
|       | Mairie d'Aubervilliers ↔ Mairie d’Issy                                                   | 1910 – 2022 | 17,2 km | 31              | 546 m                       | 38 perc  |
|       | Asnières Gennevilliers Les Courtilles / Saint-Denis – Université ↔ Châtillon – Montrouge | 1911 – 2008 | 24,3 km | 32              | 776 m                       | 50 perc  |
|       | Mairie de Saint-Ouen ↔ Olympiades                                                        | 1998 – 2020 | 13,9 km | 13              | 1158 m                      | 24 perc  |

## Hálózat
Mivel a metró a város falain belüli területek átfogó kiszolgálására épült, az állomások nagyon közel vannak egymáshoz: átlagosan 548 méterre egymástól, a 4. vonalon 424 méter távolságra, az újabb 14. vonalon pedig 1158 méter távolságra, ami azt jelenti, hogy Párizs állomásai sűrű hálózatot alkotnak. A környező elővárosokat későbbi vonalhosszabbítások szolgálják ki, így az egyik elővárosból a másikba tartó forgalomnak át kell haladnia a városon (a jelenleg építés alatt álló 15-ös körvonal lehetővé teszi majd, hogy egyes utazásoknak ne kelljen áthaladniuk Párizson). Az alacsony átlagos sebesség gyakorlatilag lehetetlenné teszi a nagyobb párizsi terület kiszolgálását.
A metró többnyire föld alatt halad (225,2 km a 245,6 km-ből). A föld feletti szakaszok Párizsban emelt vasúti viaduktokból állnak (az 1., 2., 5. és 6. vonalon), valamint az 1., 5., 8. és 13. vonal elővárosi végállomásain. Az alagutak viszonylag közel vannak a felszínhez, mivel a terep változatos jellege megnehezíti a mély ásást; kivételt képeznek a 12-es vonal Montmartre-hegy alatti szakaszai és a 2-es vonal Ménilmontant alatt. Az alagutak többnyire követik a felettük lévő utcák kanyarulatait. Az 1900-as évek építkezés során minimum 75 méteres ívszélességet írtak elő, de még ezt az alacsony szabványt sem tartották be a Bastille és a Notre-Dame-de-Lorette állomásoknál.
A New York-i metróhoz hasonlóan, és ellentétben a londoni metróval, a párizsi metró is többnyire kétirányú alagutakat használ. A legtöbb francia metró- és villamosrendszerhez hasonlóan a vonatok a jobb oldalon közlekednek (az SNCF vonatai bal oldali vágányon közlekednek). A vágányok nyomtávolsága 1435 mm, ami a szabványos nyomtáv. Az áramellátást egy harmadik sín biztosítja, amely 750 voltos egyenáramot vezet.
A kocsik szélessége, 2,4 méter, keskenyebb, mint az újabb francia rendszereké (például a lyoni metró 2,9 méteres kocsiké), és az 1., 4. és 14. vonalak szerelvényeinek kapacitása 600–700 utas; ez összehasonlítva az RER A vonal Altéo MI 2N vonatainak 2600 utasával, jóval kevesebb. Párizs városa szándékosan keskeny metróalagutakat épített, hogy megakadályozza a fővonalas vonatok közlekedését; Párizs városa és a francia állam történelmileg rossz kapcsolatban álltak egymással. Sok más történelmi metrórendszerrel (például New York, Madrid, London és Boston) ellentétben minden vonalon alagutak vannak, és azonos méretű vonatok közlekednek. Öt párizsi metróvonal (1, 4, 6, 11 és 14) az 1950-es években a RATP által kifejlesztett gumiabroncsos rendszerrel közlekedik, amelyet Montreal, Santiago, Mexikóváros és Lausanne metrójába is exportáltak.
Az egyes vonatok kocsijainak száma vonalonként változik. A legrövidebbek a 3bis és 7bis vonalak háromkocsis vonataival. A 11-es vonal 2023 nyaráig négykocsis vonatokkal közlekedett, amikor a négykocsis MP 59 vonatokat, az akkoriban legrégebbi típusúakat, fokozatosan felváltották az új, ötkocsis MP 14 vonatok (minden hétfőn 3-5 új MP 14-es vonat). Az 1-es és 4-es vonalak hatkocsis vonatokkal közlekednek. A 14-es vonal jelenleg hat- és nyolckocsis vonatokkal közlekedik, a jövőben azonban csak nyolckocsis vonatokkal fog közlekedni. Az összes többi vonal ötkocsis vonatokkal közlekedik. Két vonal, a 7-es és a 13-as, végállomásánál elágazik, a 10-es vonal pedig egyirányú körjáratot üzemeltet. A vonatok minden állomáson megállnak, kivéve, ha azok felújítás miatt zárva vannak.

## Forgalom
Az utasforgalom az elmúlt években az alábbi módon változott:
| Utasok száma | 1 520 000 000 | 1 518 600 000 | 1 559 500 000 |
|              | 2015          | 2016          | 2018          |

## Járművek

Acélkerekű metrószerelvények
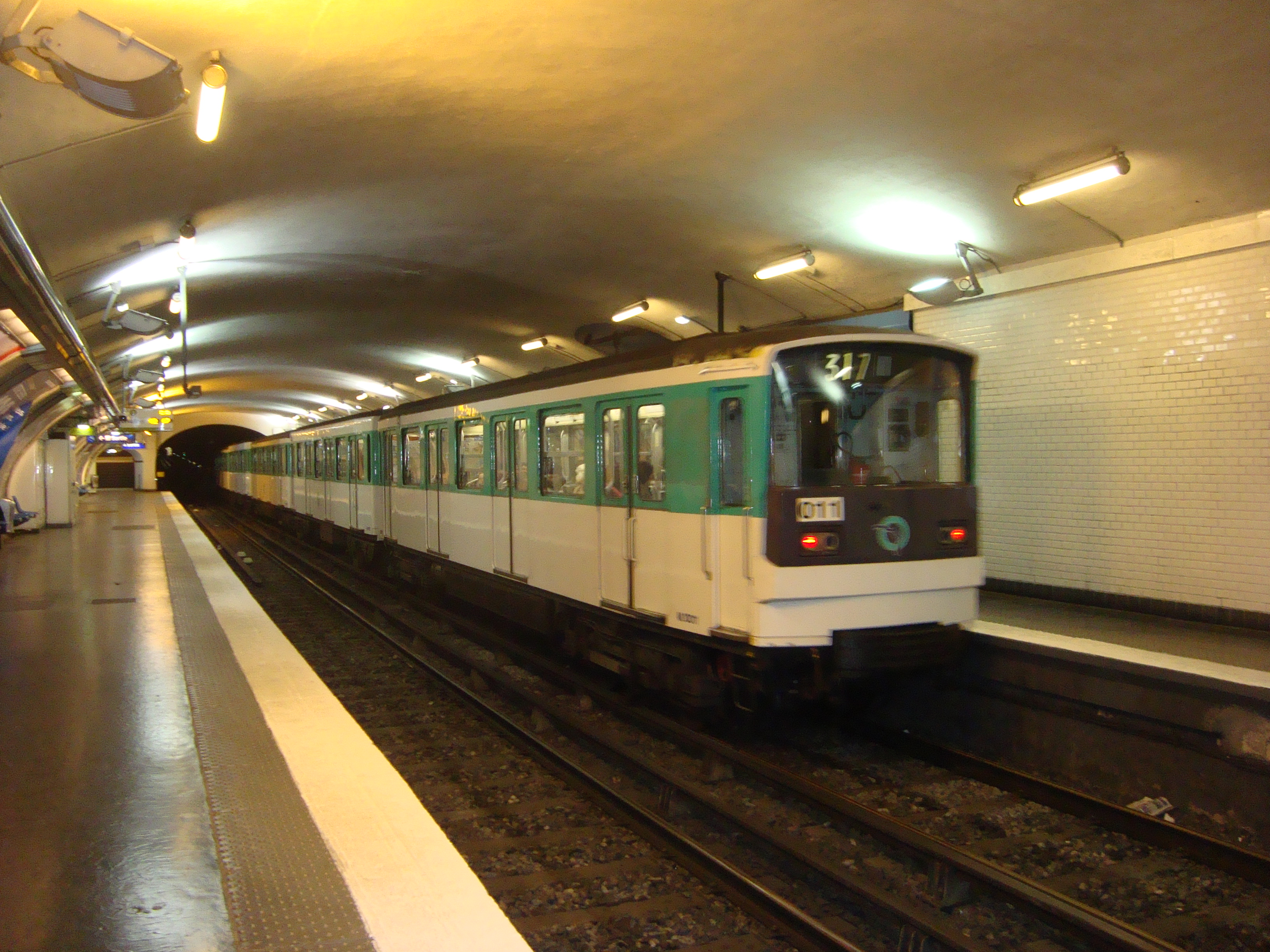
MF 67 sorozat
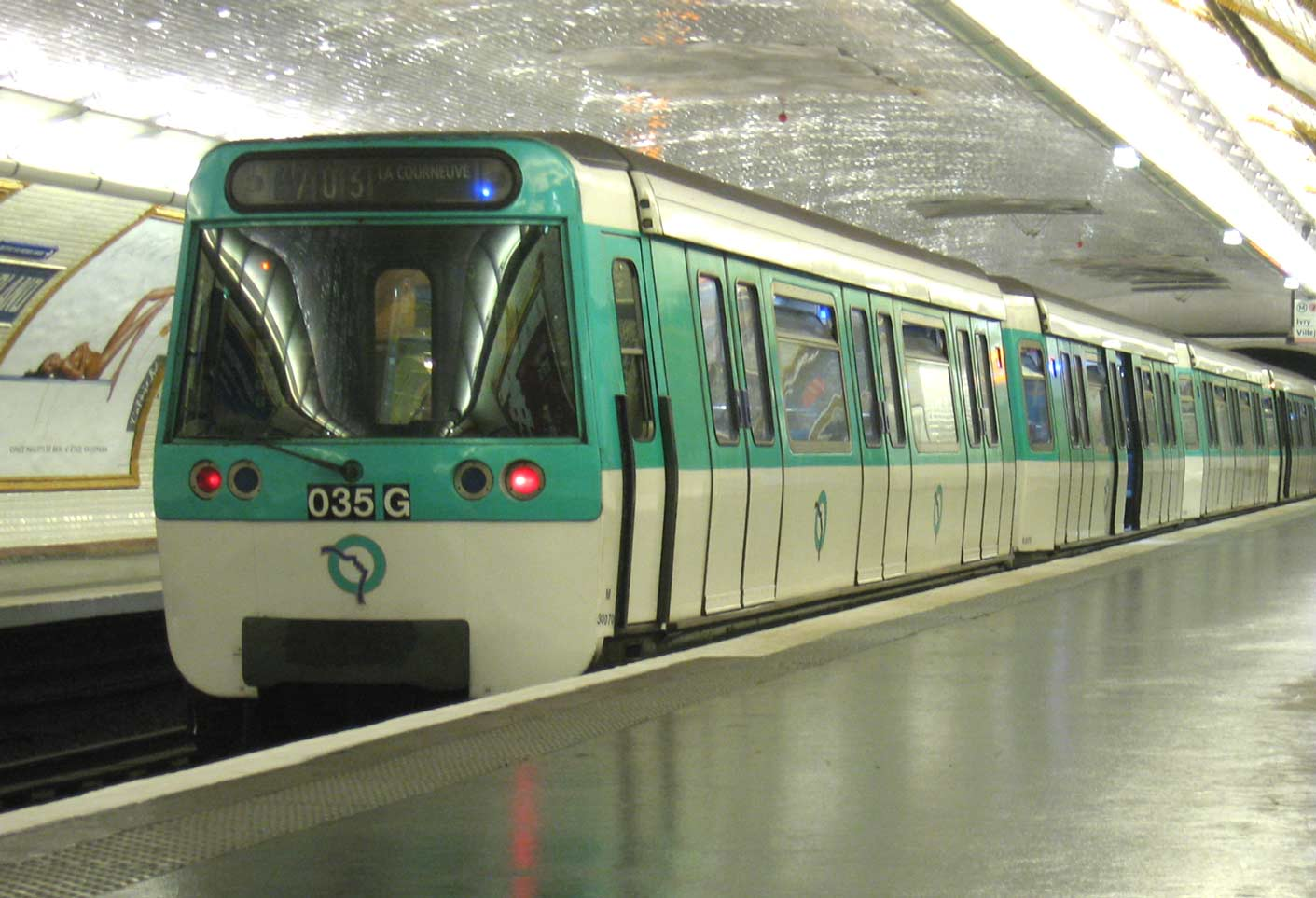
MF 77 sorozat
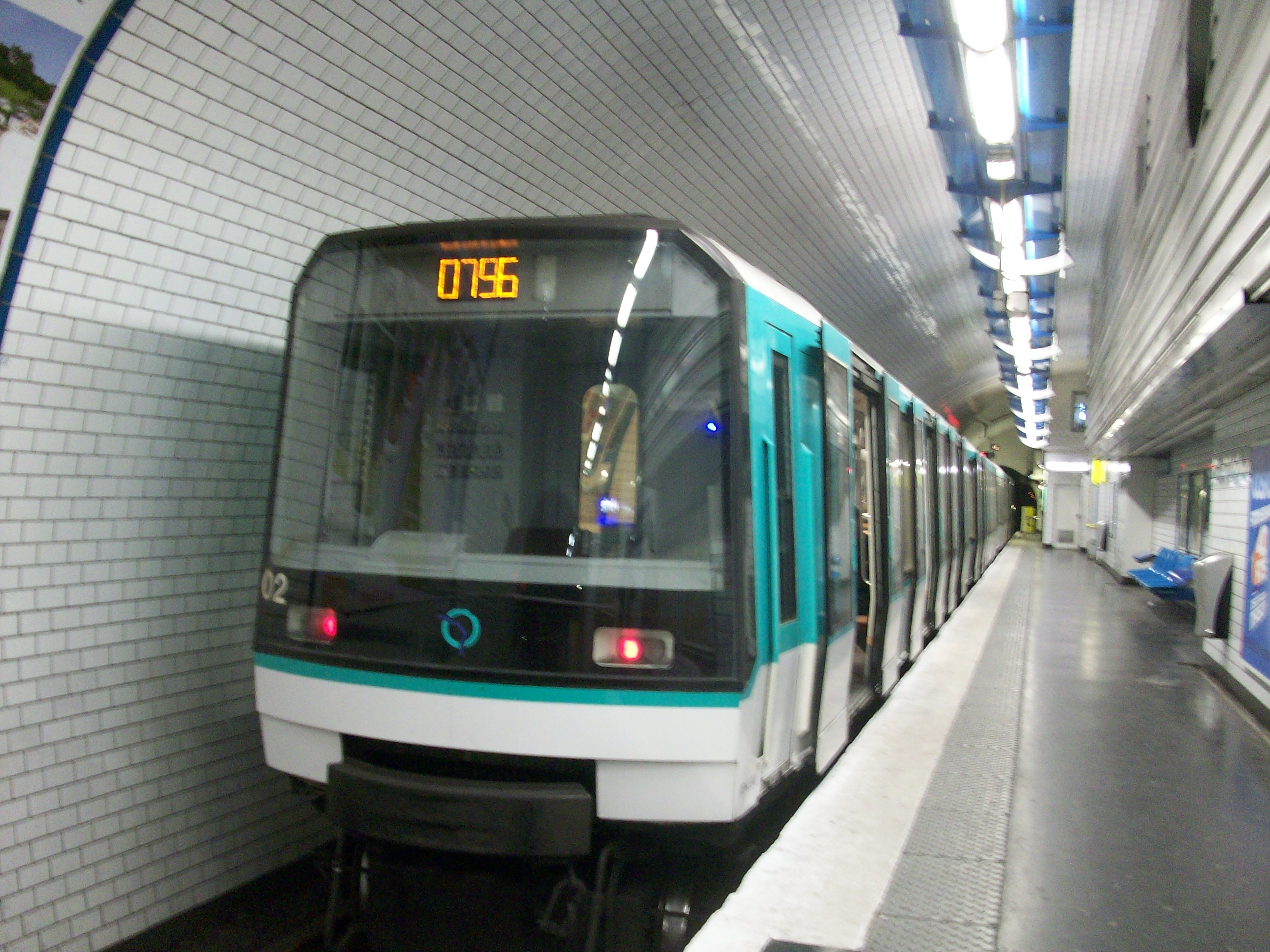
MF 88 sorozat
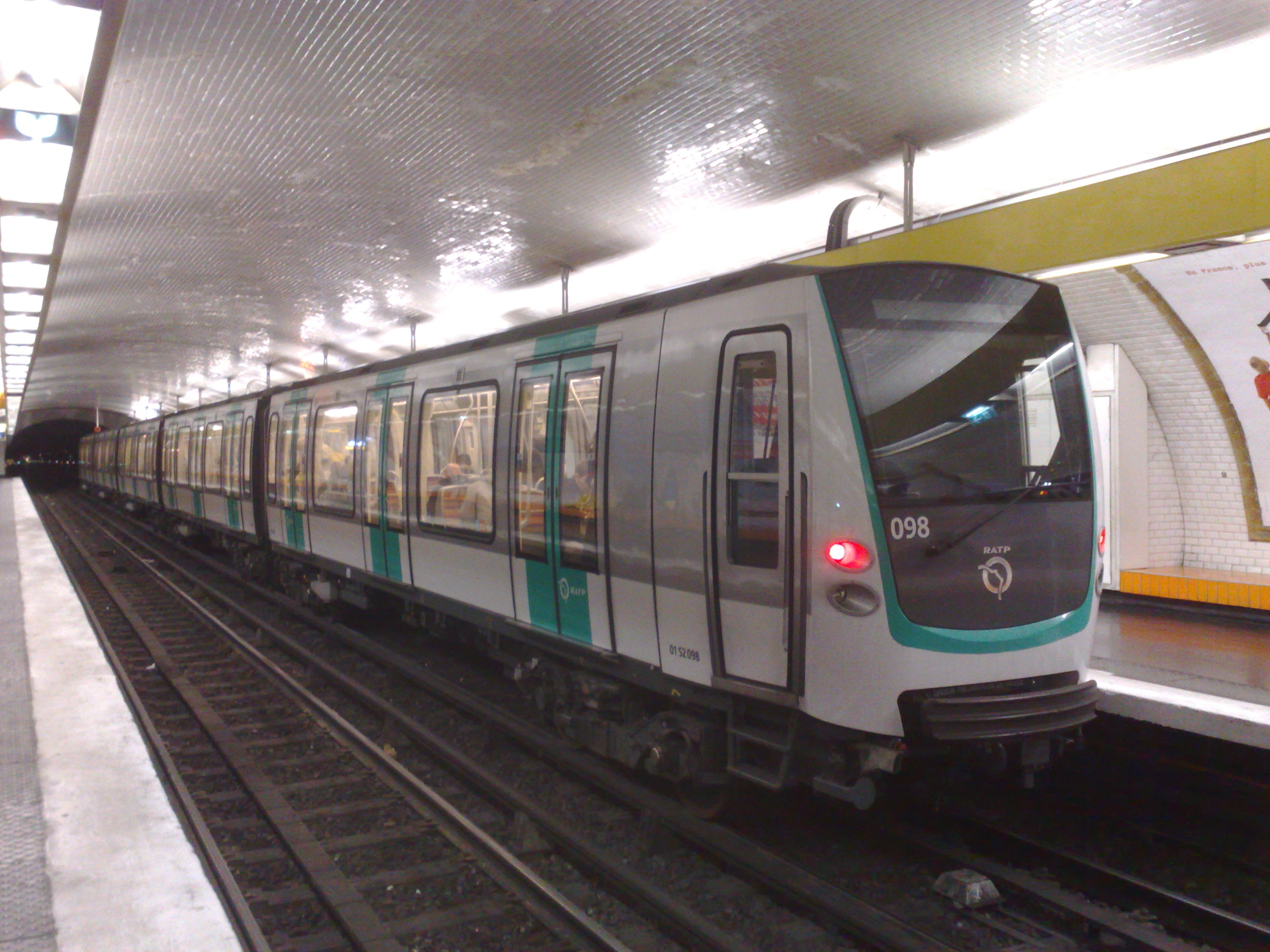
MF 01 sorozat

Gumikerekű metrószerelvények
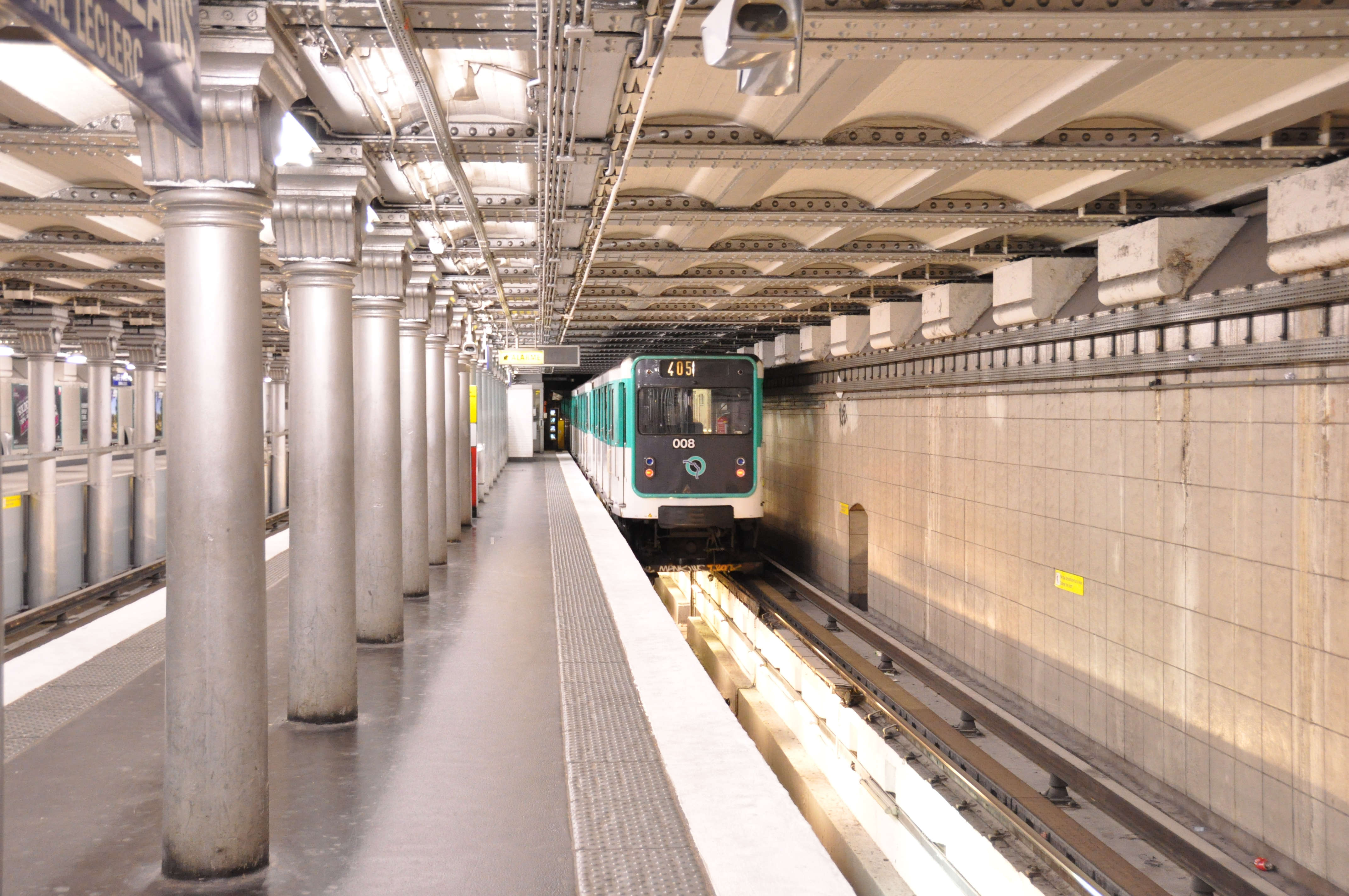
MP 59 sorozat
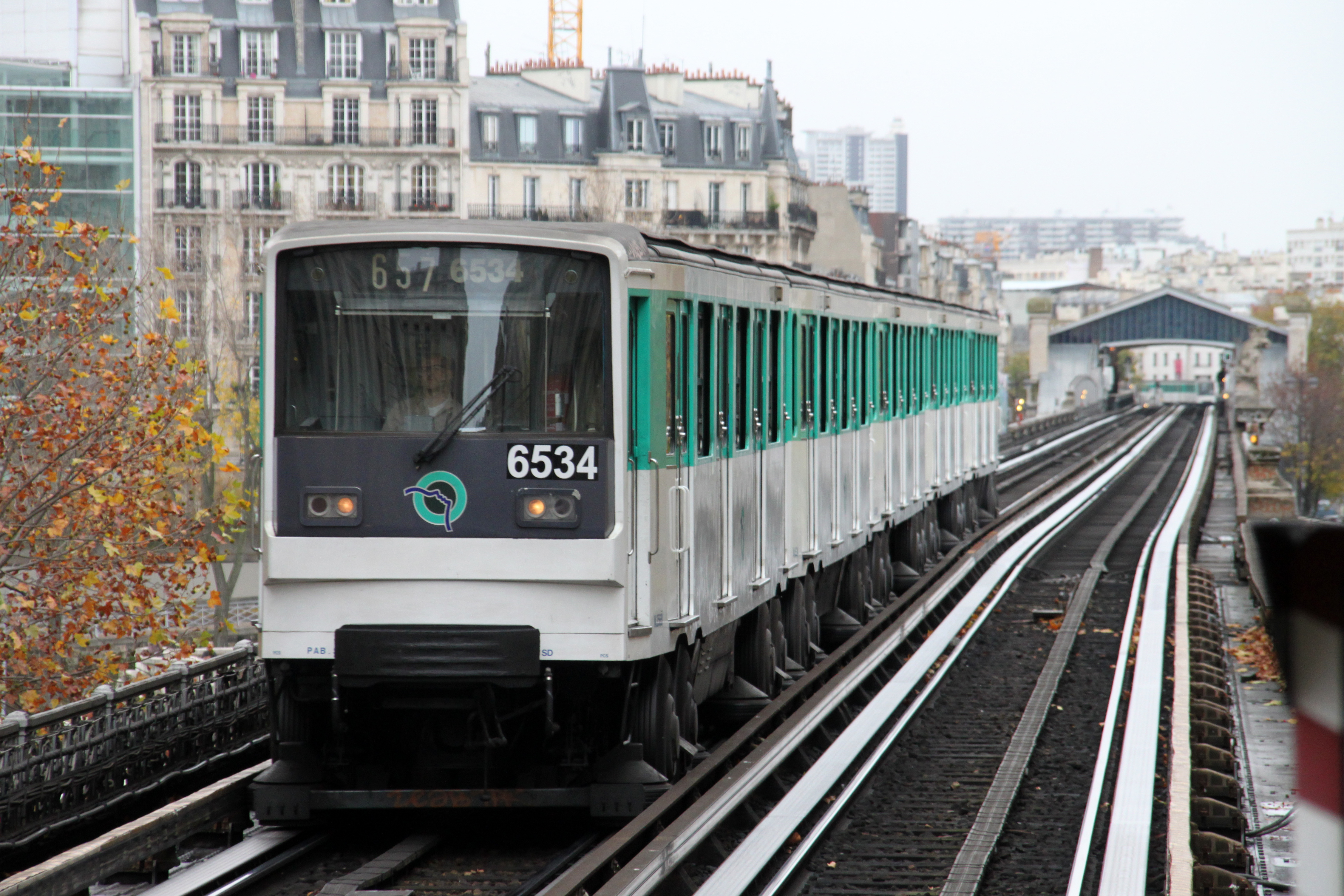
MP 73 sorozat
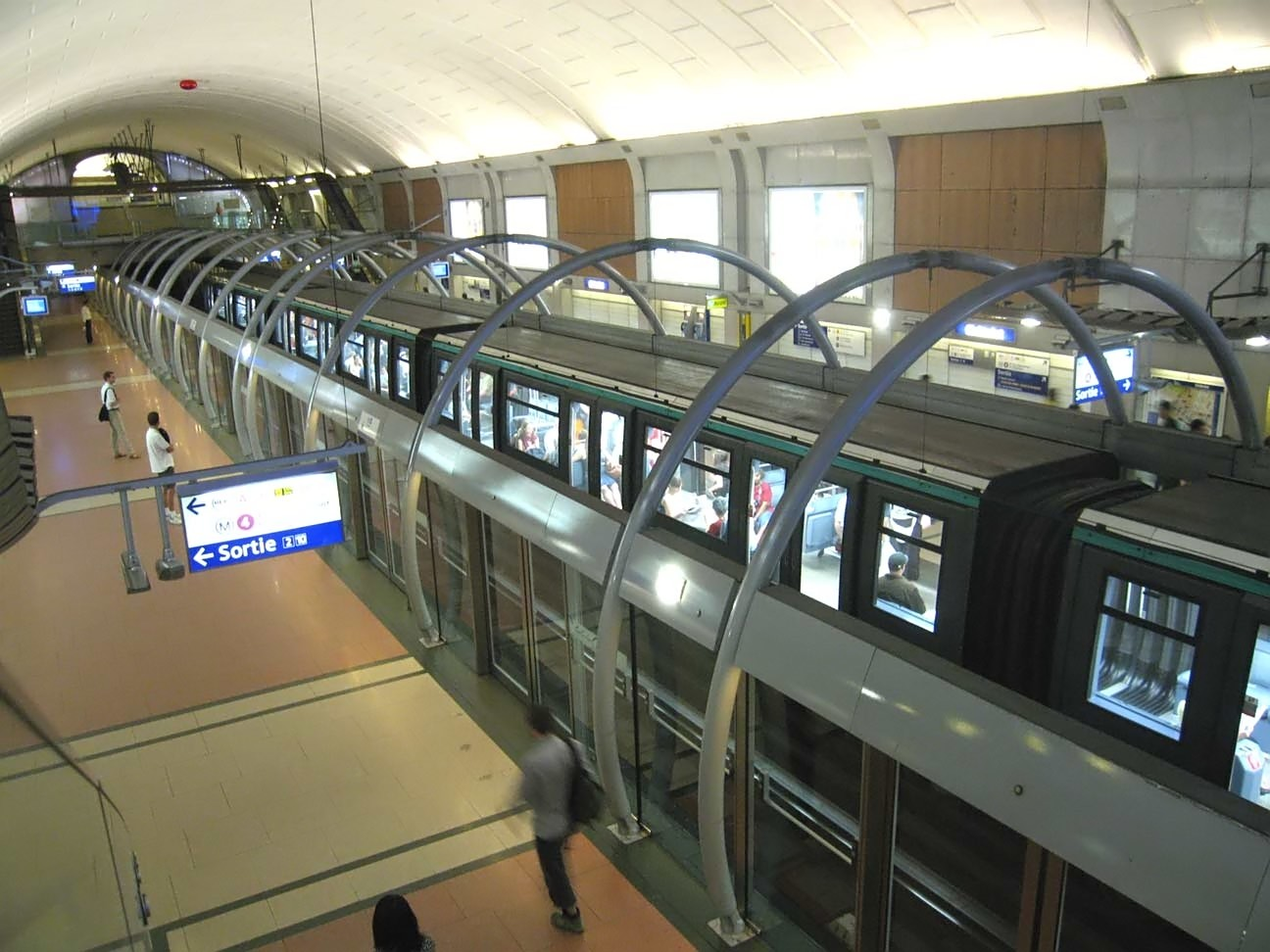
MP 89 CA sorozat
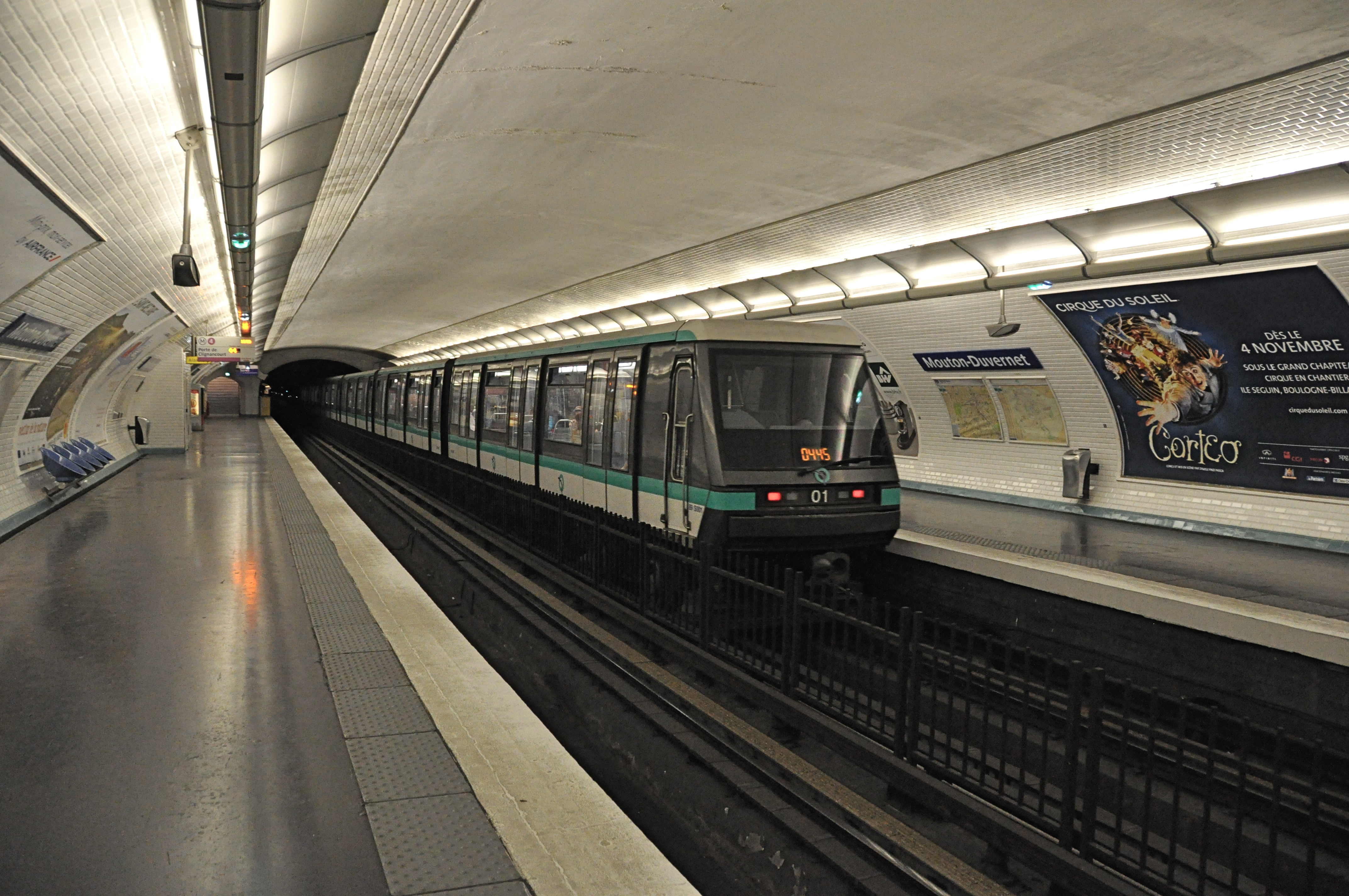
MP 89
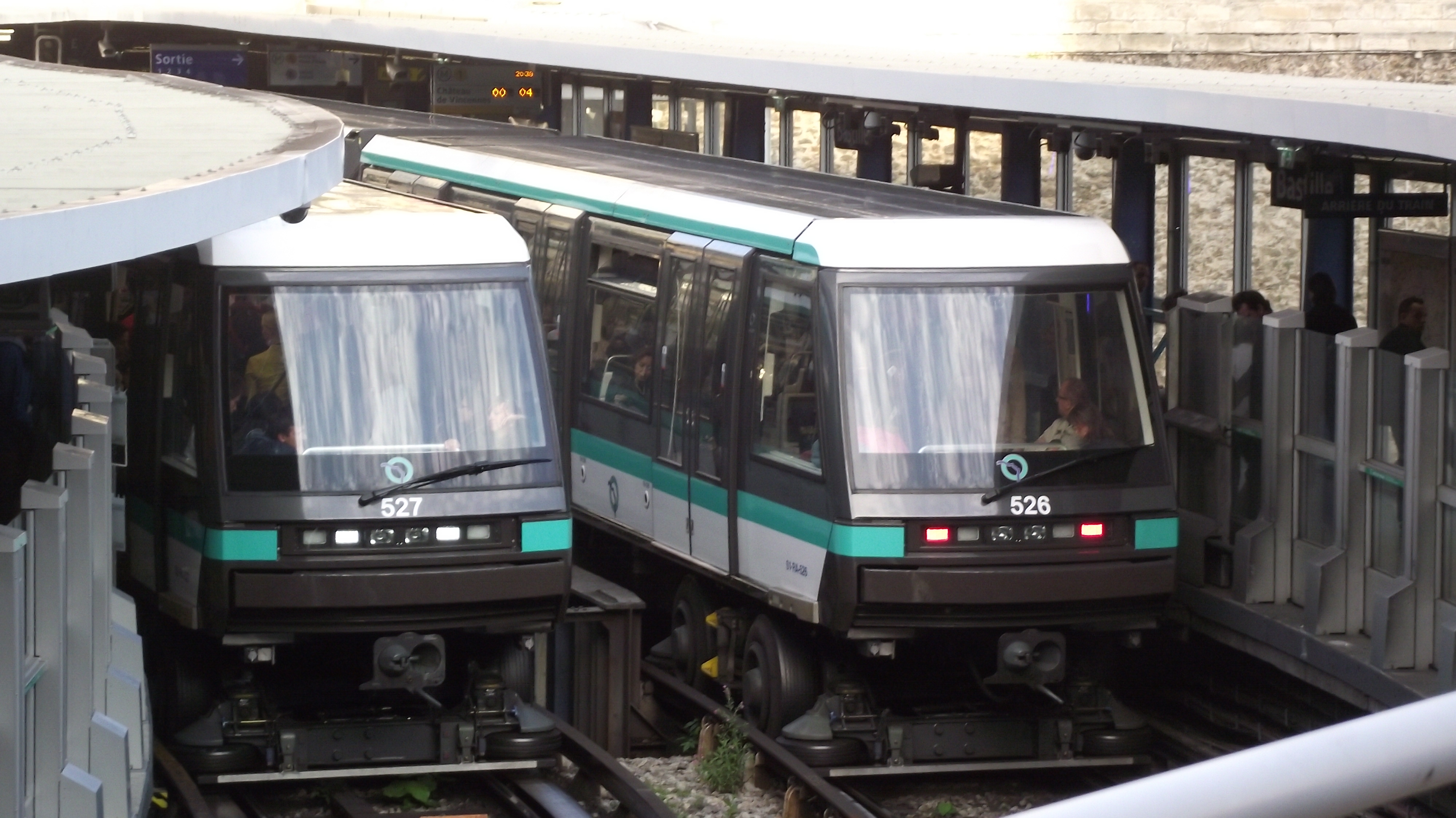
MP 05 sorozat

- Már nincsenek szolgálatban:
  - M1:  1900 és 1931 között közlekedett;
  - Sprague-Thomson: 1908 és 1983 között közlekedett;
  - MA 51: A 10-es és a 13-as vonalon közlekedett 1994-ig;
  - MP 55: 1956 és 1999 között közlekedett a 11-es metróvonalon, az MP 59 sorozatot váltotta le;
  - Zébulon egy MF 67 prototípus, 1968 és 2010 között használták oktatásra, soha nem szállított utasokat.
- Még nincsenek szolgálatban:
  - MP 14: Az MP 59 sorozatot fogja lecserélni a 11-es metróvonalon és kapacitásbővítést ad majd a 14-es metróvonalra;
  - MF 19: leváltja majd az MF 67, az MF 77 és az MF 88 sorozatot a 3-as, a 3bis, a 7-es, a 7 bis, a 8-as, a 10-es, a 12-es és a 13-as vonalakon.